# Cruriopsis vithoroides
Cruriopsis vithoroides är en fjärilsart som beskrevs av John Henry Leech 1890. Cruriopsis vithoroides ingår i släktet Cruriopsis och familjen nattflyn. Inga underarter finns listade i Catalogue of Life.